# Relevo da Polônia

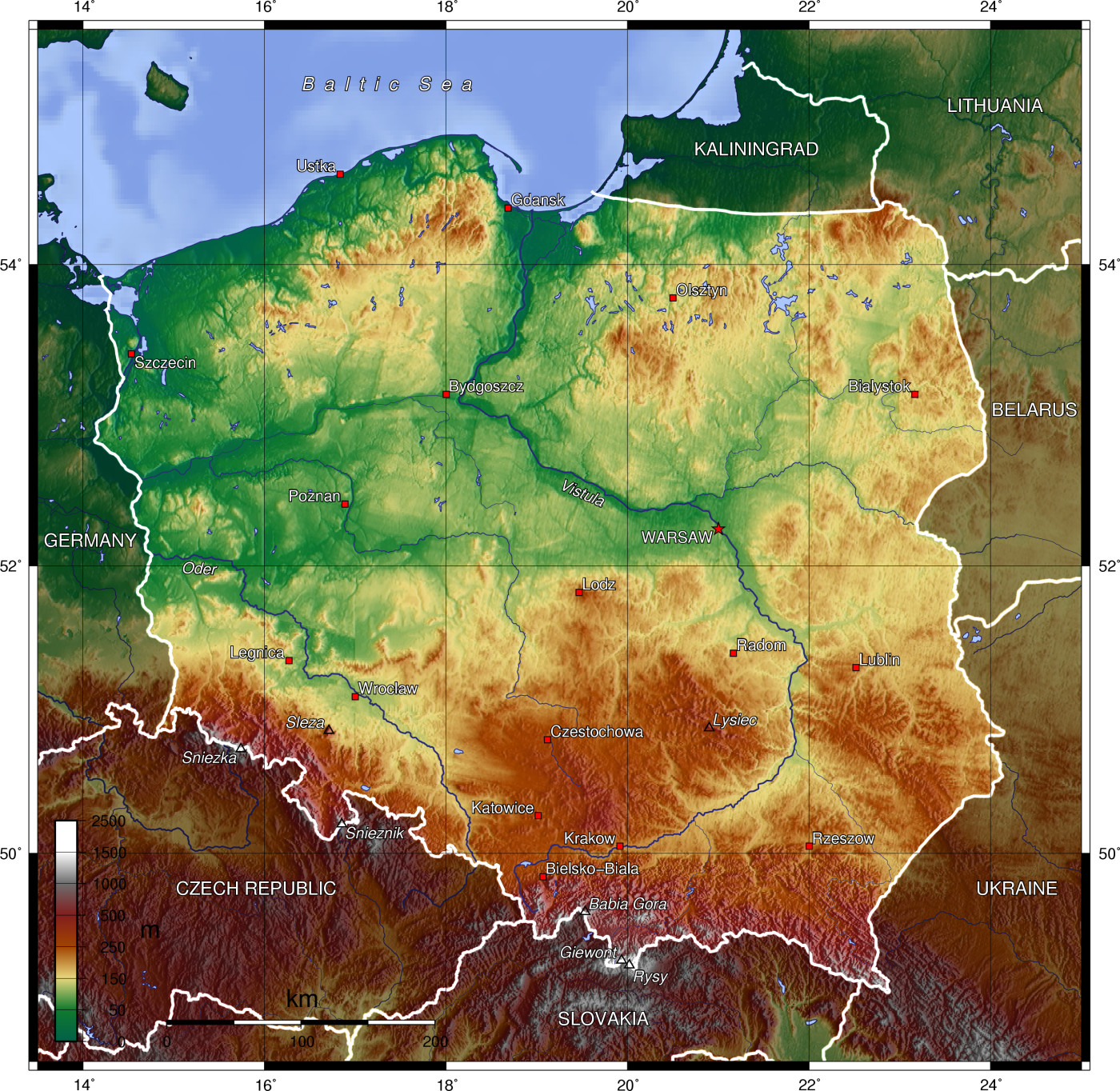
Relevo da Polônia

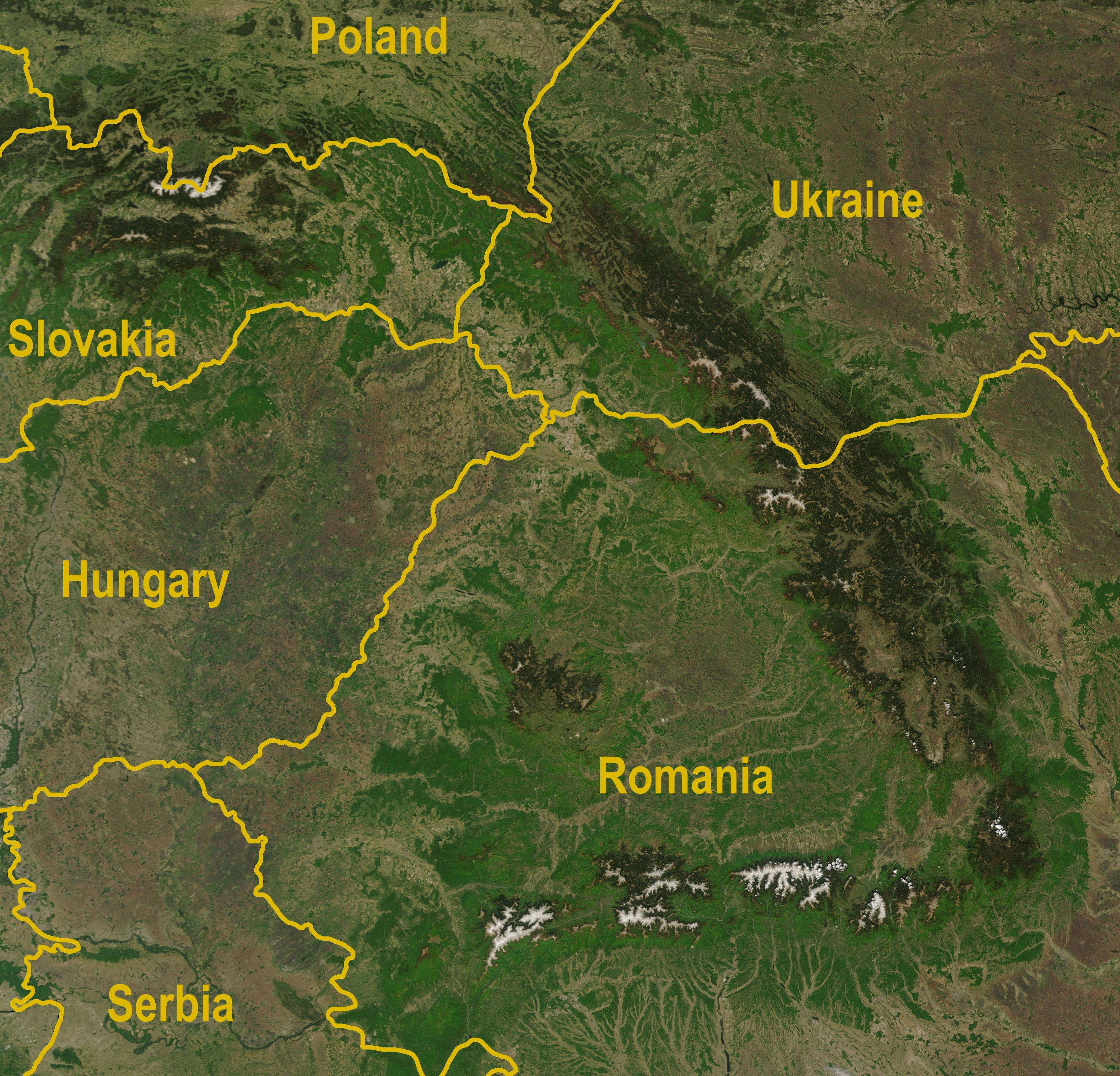
Montes Cárpatos, sul da Polônia

O Relevo da Polônia é uma mistura fascinante de planícies vastas, montanhas majestosas, planaltos ondulantes e áreas costeiras pitorescas. Essa variedade topográfica contribui para a riqueza e diversidade da paisagem polonesa e oferece uma variedade de oportunidades para atividades ao ar livre, turismo e exploração.
A Polônia, situada no coração da Europa Central, possui uma geografia diversificada que abrange uma variedade de características topográficas, incluindo planícies vastas, montanhas majestosas e planaltos ondulantes.

## Características
1. Planícies Centrais: A maior parte da Polônia é composta por vastas planícies, conhecidas como Planícies Centrais, que se estendem de norte a sul pelo país. Essas planícies, que incluem a Grande Planície da Polônia e a Pequena Planície da Polônia, são caracterizadas por terrenos predominantemente planos a ligeiramente ondulados, com elevações variando de apenas alguns metros acima do nível do mar. Essas áreas são ideais para a agricultura e representam o coração agrícola da Polônia.
2. Montanhas dos Cárpatos: No extremo sul da Polônia, encontram-se os Montes Cárpatos, uma cordilheira que se estende por vários países da Europa Central e Oriental. Na Polônia, os Cárpatos abrigam algumas das montanhas mais altas do país, como os Montes Tatra e os Montes Bieszczady. O pico mais alto da Polônia, o Monte Rysy, com 2.499 metros de altura, está localizado nos Montes Tatra. Essas montanhas são populares entre os entusiastas do montanhismo e oferecem paisagens deslumbrantes, lagos alpinos e uma rica diversidade de flora e fauna.
3. Planaltos e Colinas: Além das planícies e montanhas, a Polônia possui várias áreas de planaltos e colinas, especialmente nas regiões do sul e leste do país. Por exemplo, os Planaltos da Pequena Polônia são uma região montanhosa suave que se estende ao longo da fronteira com a Eslováquia. Essas áreas são caracterizadas por terrenos mais acidentados e apresentam uma mistura de vegetação e paisagens pitorescas.
4. Áreas Costeiras: A Polônia possui uma extensa costa ao longo do Mar Báltico, que se estende por aproximadamente 528 quilômetros. Essa faixa costeira é caracterizada por praias arenosas, dunas costeiras e falésias calcárias. As regiões costeiras são frequentemente pontilhadas por cidades portuárias importantes, como Gdansk e Szczecin, que desempenham um papel vital na economia do país.
5. Influência dos Lagos e Rios: Os lagos e rios desempenham um papel significativo no relevo da Polônia, especialmente nas regiões do norte e leste do país. O rio Vístula, o mais longo da Polônia, é uma importante via navegável e uma fonte vital de água doce. Além disso, a região dos lagos da Masúria, no nordeste da Polônia, é conhecida por seus lagos pitorescos e é um destino popular para atividades recreativas e turísticas.